# Broken by the Scream
Broken by the Scream ist eine japanische Metal-Idol-Girlgroup aus Tokio.

## Bandgeschichte
Broken by the Scream wurde im Oktober 2016 gegründet und debütierte im Januar 2017. Nach einigen Auftritten bei Rock- und Metalfestivals in Asien, spielte die Gruppe Anfang Januar 2024 im Rahmen der Anime Los Angeles ihr erstes Konzert in den Vereinigten Staaten. Im April gleichen Jahres sollte die Gruppe durch Nord- und Südamerika touren. Diese Tournee wurde allerdings aufgrund von Visa-Problemen für die Einreise in die Vereinigten Staaten verschoben. Im August 2024 folgte eine kleine Konzertreise durch Mitteleuropa. Dabei spielte die Band Konzerte in Deutschland, Österreich und in Frankreich unter anderem auf dem Motocultor Festival.
Das im Juli 2022 veröffentlichte dritte Studioalbum Rise Into Chaos wurde international bei JPU Records im November gleichen Jahres herausgegeben.
Im August 2023 wurde offiziell angekündigt, dass die Sängerinnen Yabusame Ayame und Uriin Kagura im November gleichen Jahres die Gruppe verlassen werden. Während Ayame aus freien Stücken die Band verließ, musste Kagura aufgrund gesundheitlicher Probleme aus der Gruppe aussteigen. Über ein Castingverfahren wurden Shizuku Mikogami und Yayoi Takayashiki in die Gruppe aufgenommen. Es folgte die Herausgabe der EP Remake Them Joy.
Im Juni und Juli 2025 spielt die Band ihre zweite Europatournee. Inbegriffen sind neben zwei Konzerten in Deutschland auch ein Auftritt auf dem Resurrection Fest in Spanien und der Japan Expo in Frankreich. Für den 13. August 2025 ist die Veröffentlichung des vierten Studioalbums Solar Strain geplant. Als erste Single wurde am 22. Juni ein Musikvideo zum 14-minütigen Lied Tsuioku no Nasuka auf YouTube veröffentlicht. Broken by the Scream wurden in einer ersten Ankündigungswelle als teilnehmende Band für das Wacken Open Air im Sommer 2026 bestätigt.

## Diskografie
Studioalben
- 2018: An Alien’s Portrait (Ground-Base)
- 2019: Noisy Night Fever (Dawn Dead)
- 2022: Rise into Chaos (Tokuma Japan Communications, JPU Records)
- 2025: Solar Strain

EPs
- 2017: Broken by the Scream (Ground-Base)
- 2017: Screaming Rhapsody (Ground-Base)
- 2023: Whitewater Park (Japan Record, Tokuma Japan Communications)
- 2024: ReMake Them Joy (Ground-Base)